# Łubna-Jarosłaj
Łubna-Jarosłaj – wieś w Polsce, położona w województwie łódzkim, w powiecie sieradzkim, w gminie Błaszki.
W latach 1975–1998 miejscowość administracyjnie należała do województwa sieradzkiego. Na terenie wsi znajduje się młyn zbożowy konstrukcji drewnianej, pochodzący z początku XX wieku.

## Części wsi
| SIMC    | Nazwa     | Rodzaj    |
| ------- | --------- | --------- |
| 0698294 | Dzięcioły | część wsi |
| 0698302 | Ostrówek  | część wsi |
| 0698319 | Podgajna  | część wsi |

## Historia
Z Łubnej wywodził się ród Łubieńskich h. Pomian, wieś określa się jako ich gniazdo rodowe. Łubieńskich zalicza się do najznamienitszych rodów polskich. Wśród swoich antenatów mieli dwóch prymasów, kilku biskupów, wojewodów i sekretarzy królewskich. Z Łubnej pochodził m.in. Jakub, podkomorzy sieradzki, który walczył z Krzyżakami pod Chojnicami w 1465. Protoplastą rodu był jego wnuk Świętosław, dziedzic Łubnej i Brodzynia. Z jego małżeństwa z Barbarą Zapolską przyszły na świat córki: Maria, Zofia i Małgorzata oraz 5 synów: Stanisław Łubieński, Marcin, Maciej Łubieński, Jan i Wojciech Łubieński.

## Zabytki
Według rejestru zabytków Narodowego Instytutu Dziedzictwa na listę zabytków wpisany jest obiekt:
- wiatrak (nr 39), 1919, nr rej.: 336/A z 6.10.1986